# Gilgit
Gilgit est une région du nord du Pakistan, revendiquée par l'Inde, bordant la frontière le long de la province chinoise du Xinjiang. Elle s’étend sur une superficie de 38 021 km2. C'est une région montagneuse située aux pieds du Karakoram, à une altitude moyenne de 1 500 m. L'Indus, qui traverse la région voisine du Baltistan, est alimenté par la rivière éponyme. C'est aussi le nom d'une ville (ourdou, china : گلگت), capitale du Gilgit-Baltistan.

## Géographie
La ville de Gilgit est située à l'extrême nord-est du Pakistan dans une région très montagneuse et très à l'intérieur des terres, aux portes des montagnes du Karakoram.
Nichée à 1 500 m d'altitude et juste en dessous du 36e parallèle nord, Gilgit est sous les latitudes moyennes et profite d'un temps généralement sec toute l'année.

### Climat
Gilgit a un climat désertique (Köppen: BWk), continental avec des hivers rigoureux et des étés très chauds comme dans un climat continental classique mais ici, la pluviométrie annuelle moyenne est très faible avec tout juste 107 mm.
Les conditions sont excessives sur l'année et Gilgit est souvent sujette à une rude variation des températures entre les minimales pouvant plonger sous les −11 °C en hiver et les maximales qui peuvent grimper à plus de 46 °C à l'ombre l'été. 
| Mois                              | jan. | fév. | mars | avril | mai  | juin | jui. | août | sep. | oct. | nov. | déc.  | année |
| --------------------------------- | ---- | ---- | ---- | ----- | ---- | ---- | ---- | ---- | ---- | ---- | ---- | ----- | ----- |
| Température minimale moyenne (°C) | −2,7 | 0,4  | 5,4  | 9,2   | 11,8 | 14,9 | 18,2 | 17,5 | 12,4 | 6,3  | 0,4  | −2,3  | 6,2   |
| Température maximale moyenne (°C) | 9,6  | 12,6 | 18,4 | 24,2  | 29   | 34,2 | 36,2 | 35,3 | 31,8 | 25,6 | 18,4 | 11,6  | 19,4  |
| Record de froid (°C)              | −10  | −8,9 | −3   | 1,1   | 3,9  | 5,1  | 10   | 9,8  | 3    | −2,5 | −8,5 | −11,1 | −11,1 |
| Record de chaleur (°C)            | 17,5 | 22   | 29,4 | 37,2  | 41,5 | 43,5 | 46,3 | 43,8 | 41,6 | 36   | 28   | 24,5  | 46,3  |
| Précipitations (mm)               | 4,6  | 6,7  | 11,8 | 24,4  | 25,1 | 8,9  | 14,6 | 14,9 | 8,1  | 6,3  | 2,4  | 5,1   | 107,8 |

## Personnalités liées à la ville
- June Lloyd, pédiatre britannique, y est née.

### Sources et bibliographie
- (en) John Keay, The Gilgit Game, 1985,  (ISBN 0195774663)
- (en) Frederic Drew, The Northern Barrier of India : a popular account of the Jammoo and Kashmir Territories with Illustrations, Light & Life Publishers, Jammu, rééd. 1971.
- (en) Philippe Fabry, Wandering with the Indus, Yusuf Shahid (text) Lahore, Ferozsons, 1995
- (en) Karl Jettmar, Bolor & Dardistan, National Institute of Folk Heritage, Islamabad, 1980
- (en) E. F. Knight, « Where Three Empires Meet : A Narrative of Recent Travel » in Kashmir, Western Tibet, Gilgit, and the adjoining countries, Longmans, Green, and Co., 1893, Londres. Rééd. Ch'eng Wen Publishing Company, Taipei. 1971.
- (en) G. W. Leitner, Dardistan in 1866, 1886 and 1893 : Being An Account of the History, Religions, Customs, Legends, Fables and Songs of Gilgit, Chilas, Kandia (Gabrial) Yasin, Chitral, Hunza, Nagyr and other parts of the Hindukush, as also a supplement to the second edition of The Hunza and Nagyr Handbook. And An Epitome of Part III of the author's “The Languages and Races of Dardistan, 1893, rééd. 1978. Manjusri Publishing House, New Delhi.
- Muhammad Gulam, Festivals and Folklore of Gilgit, National Institute of Folk Heritage, Islamabad, 1980